# Universitätsrat (Österreich)
Der Universitätsrat ist ein Organ der universitären Selbstverwaltung an österreichischen Hochschulen. Er ist neben dem Rektorat, dem Rektor und dem Senat eines der obersten Organe jeder Universität. Seine Funktion entspricht in etwa dem eines Aufsichtsrats in einer Kapitalgesellschaft. Der Universitätsrat wurde in dieser Form durch das Universitätsgesetz 2002 eingeführt. Die Kompetenzen des zuvor bestehenden Universitätsbeirats wurden übernommen und maßgeblich erweitert. Neben dem Kollegialorgan werden – meist umgangssprachlich – auch einzelne seiner Mitglieder Universitätsrat (oder Universitätsrätin) genannt.

## Zusammensetzung und Funktionsperiode
Ein Universitätsrat besteht wahlweise aus 5, 7 oder 9 Mitgliedern. Die Größe legt der Gründungskonvent einer Universität fest, Änderungen können vom Senat mit Zweidrittelmehrheit beschlossen werden. Von den Mitgliedern werden 2, 3 oder 4 (je nach Größe) vom Senat gewählt, ebenso viele werden von der Bundesregierung auf Vorschlag des Bundesministers für Wissenschaft und Forschung bestellt. Das letzte Mitglied wird von den Mitgliedern des Universitätsrates einvernehmlich bestellt.
Die Mitglieder sollten nach § 21 Abs. 3 Universitätsgesetz 2002 in verantwortungsvollen Positionen in der Gesellschaft, insbesondere der Wissenschaft, Kultur oder Wirtschaft, tätig [sein] und auf Grund ihrer hervorragenden Kenntnisse und Erfahrungen einen Beitrag zur Erreichung der Ziele und Aufgaben der Universität leisten können. Ausgeschlossen sind Angehörige der jeweiligen Universität oder des zuständigen Bundesministeriums. Auch Mitglieder der Bundesregierung oder einer Landesregierung, Mitglieder des Nationalrats, des Bundesrats oder eines sonstigen allgemeinen Vertretungskörpers und Funktionäre einer politischen Partei dürfen nicht zum Universitätsrat berufen werden. Auch eine Tätigkeit innerhalb der letzten vier Jahre in einer der genannten Funktionen schließt eine Position als Universitätsrat aus.
Die Funktionsperiode des Universitätsrats beträgt fünf Jahre. Eine einmalige Wiederwahl einzelner Mitglieder ist zulässig.

## Aufgaben
Die Aufgaben eines Universitätsrates entsprechen in etwa denen eines Aufsichtsrats einer Kapitalgesellschaft. Sie sind in § 21 Abs. 1 Universitätsgesetz 2002 definiert und umfassen etwa (Auszug):
- Genehmigung des Entwicklungsplans, des Organisationsplans, des Entwurfs der Leistungsvereinbarung und der Geschäftsordnung des Rektorats (jeweils auf Vorschlag des Rektorats)
- Wahl des Rektors/der Rektorin aus einem Dreiervorschlag des Senats sowie Abschluss des Arbeitsvertrages mit ihm/ihr
- Wahl der Vizerektoren/der Vizerektorinnen nach Vorschlag des Rektors/der Rektorin
- Genehmigung der Gründung von Gesellschaften und Stiftungen (auf Vorschlag des Rektorats)

Zur Erfüllung seiner Aufgaben ist der Universitätsrat berechtigt, sich über alle Angelegenheiten der Universität zu informieren. Die Universitätsorgane sind zur Auskunftserteilung und Kooperation mit dem Universitätsrat verpflichtet.

## Universitätsräte an den Universitäten
| Universität                                                    | Mitgliederzahl | Vorsitzender          |
| -------------------------------------------------------------- | -------------- | --------------------- |
| Johannes Kepler Universität Linz                               | 9 Mitglieder   | Heinrich Schaller     |
| Universität Graz                                               | 9 Mitglieder   | Caroline List         |
| Medizinische Universität Graz                                  | 7 Mitglieder   | Hans Sünkel           |
| Medizinische Universität Innsbruck                             | 7 Mitglieder   | Elisabeth Zanon       |
| Medizinische Universität Wien                                  | 5 Mitglieder   | Eva Dichand           |
| Montanuniversität Leoben                                       | 5 Mitglieder   | Waltraud Klasnic      |
| Technische Universität Graz                                    | 7 Mitglieder   | Karin Schaupp         |
| Technische Universität Wien                                    | 7 Mitglieder   | Peter Oswald          |
| Universität für Bodenkultur Wien                               | 7 Mitglieder   | Kurt Weinberger       |
| Universität für Musik und darstellende Kunst Graz              | 5 Mitglieder   | Herwig Hösele         |
| Universität für Weiterbildung Krems                            | 5 Mitglieder   | Wolfgang Mazal        |
| Universität Mozarteum Salzburg                                 | 5 Mitglieder   | Karl Ludwig Vavrovsky |
| Universität Innsbruck                                          | 7 Mitglieder   | Werner Ritter         |
| Universität Klagenfurt                                         | 7 Mitglieder   | Werner Wutscher       |
| Universität Salzburg                                           | 7 Mitglieder   | Georg Lienbacher      |
| Universität Wien                                               | 9 Mitglieder   | Eva Nowotny           |
| Veterinärmedizinische Universität Wien                         | 5 Mitglieder   | Johannes Khinast      |
| Akademie der bildenden Künste Wien                             | 5 Mitglieder   | Eduard Saxinger       |
| Universität für Musik und darstellende Kunst Wien              | 5 Mitglieder   | Stefan Zapotocky      |
| Universität für angewandte Kunst Wien                          | 5 Mitglieder   | Thomas Jakoubek       |
| Universität für künstlerische und industrielle Gestaltung Linz | 7 Mitglieder   | Gustav Pomberger      |
| Wirtschaftsuniversität Wien                                    | 5 Mitglieder   | Cattina Leitner       |

| Universität                           | Vorsitzende*r         |
| ------------------------------------- | --------------------- |
| Montanuniversität Leoben              | Stefan Pierer         |
| Technische Universität Graz           | Christa Neuper        |
| Universität für Bodenkultur Wien      | Josef Plank           |
| Johannes Kepler Universität Linz      | Katharina Pabel       |
| Medizinische Universität Wien         | Eva Dichand           |
| Technische Universität Wien           | Peter Oswald          |
| Universität Innsbruck                 | Reinhard Schretter    |
| Wirtschaftsuniversität Wien           | Cattina Leitner       |
| Universität für angewandte Kunst Wien | Hildegund Amanshauser |
| Universität Salzburg                  | Marianne Schulze      |
| Universität Graz                      | Herbert Beiglböck     |
| Mozarteum                             | Karlheinz Töchterle   |
| Universität Wien                      | Elisabeth Lovrek      |